# Otoki (Poméranie-Occidentale)
 (signalé en juillet 2025).
Si vous disposez d'ouvrages ou d'articles de référence ou si vous connaissez des sites web de qualité traitant du thème abordé ici, merci de compléter l'article en donnant les références utiles à sa vérifiabilité et en les liant à la section « Notes et références ».
- Archive Wikiwix
- Bing
- Cairn
- DuckDuckGo
- E. Universalis
- Gallica
- Google
- G. Books
- G. News
- G. Scholar
- Persée
- Qwant
- (zh) Baidu
- (ru) Yandex
- (wd) trouver des œuvres sur Wikidata

Pour les articles homonymes, voir Otoki.
Otoki est une localité polonaise de la gmina rurale de Banie, située dans le powiat de Gryfino en voïvodie de Poméranie-Occidentale. Elle se situe à environ 21 km au sud-est de la ville de Gryfino et 36 km au sud de la capitale régionale Szczecin.

## Géographie

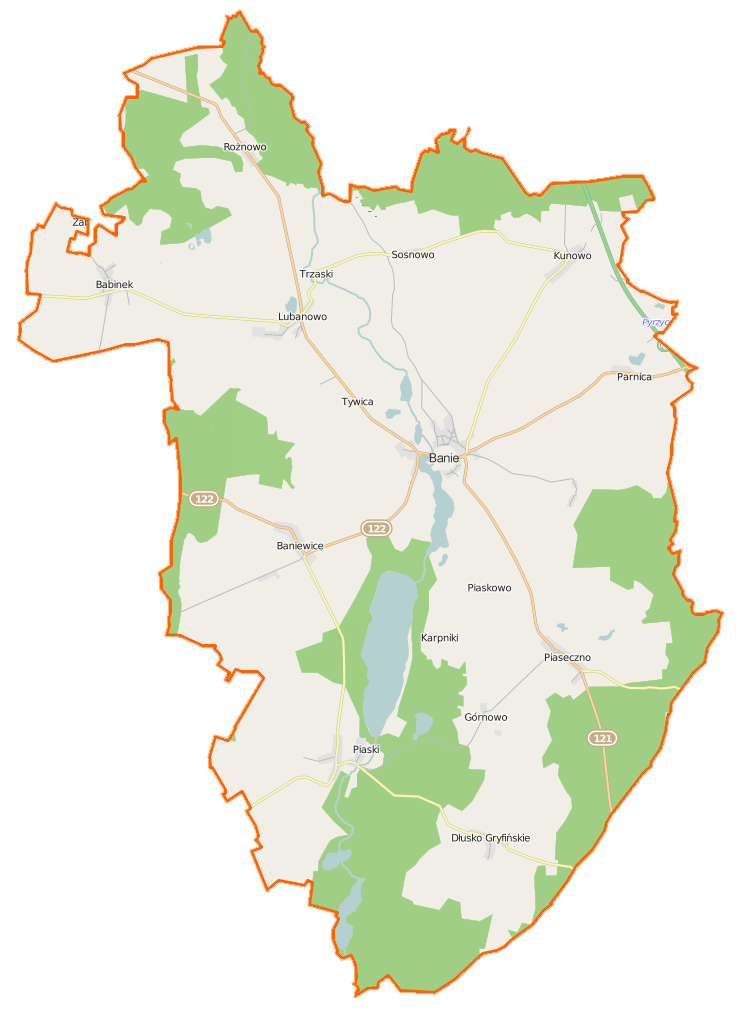
Carte de la gmina de Banie.